# علم و فناوری در هند
پس از استقلال، جواهر لعل نهرو، نخستین نخست‌وزیر هند، اصلاحاتی را برای ترویج آموزش عالی و علم و فناوری در هند آغاز کرد. مؤسسه فناوری هند که با هیئتی بیست و دو نفره از دانشوران و کارآفرینان به منظور ارتقای آموزش فنی شروع به فعالیت کرد، در ۱۸ اوت ۱۹۵۱ در کاراگپور در بنگال غربی توسط وزیر آموزش هند ابوالکلام آزاد افتتاح شد.
در سال ۲۰۲۳، هند رتبه چهلم شاخص نوآوری جهانی را داشت.

### کتابشناسی
- Vrat, Prem (2006). "Indian Institutes of Technology" in Encyclopedia of India (vol. 2), edited by Stanley Wolpert. 229–231. Thomson Gale: ISBN 0-684-31351-0